# Đông Pha
Đông Pha (chữ Hán giản thể: 东坡区, Hán Việt: Đông Pha khu) là một quận thuộc địa cấp thị Mi Sơn, tỉnh Tứ Xuyên Cộng hòa Nhân dân Trung Hoa. Quận này có diện tích 1331 km2, dân số năm 2002 là 820.000 người.
Quận Đông Pha được chia thành 2 nhai đạo: Thông Huệ, Đại Thạch Kiều; 15 trấn: Tượng Nhĩ, Thái Hòa, Duyệt Hưng, Thượng Nghĩa, Đa Duyệt, Tần Gia, Tư Mông, Tu Văn, Tùng Giang, Sùng Lễ, Vĩnh Thọ, Vạn Thắng, Sùng Nhâ, Phú Ngưu, Bạch Mã; 8 hương: Phúc Thịnh, Thổ Địa, Liễu Thánh, Kim Hoa, Quảng Tế, Tam Tô, Bàn Ngao, Phúc Hưng.